# San Polo (Tarano)
San Polo (Santupolu in dialetto locale) è una frazione del comune di Tarano.

## Geografia
Il territorio della frazione di San Polo si trova su un terrazzo fluviale tiberino di origine geologica pleistocenica nella valle del Torrente Aia affluente del Tevere.

## Storia
La storia dell'incastellamento del borgo di San Polo è legata alle vicende della decadenza in età tardo antica dei resti del municipio romano di Forum Novum, oggi area archeologica. 
Nel territorio di San Polo aveva diversi beni fondiari il monastero transitiberino di Sant'Andrea in Flumine.
Nel 1347 San Polo aderì alla rivolta romana guidata da Cola di Rienzo, che vi nominò un rettore.
Nei primi decenni del 1800 San Polo fu comune autonomo. In seguito fu appodiato di Collevecchio e poi frazione fino al 1870, quando passò al comune di Tarano.